# Prima de risc
Prima de risc o premi per risc (en anglès: Risk premium) és la remuneració addicional que s'ha d'oferir a un inversor per tal d'induir-lo, premiar-lo, perquè inverteixi en un projecte arriscat en lloc de restar en una inversió segura.

## Finances
En termes financers, la prima de risc és el diferencial de rendibilitats entre un actiu arriscat, respecte de l'actiu lliure de risc.
- Mercat d'accions: el concepte «prima de risc» fa referència a la prima d'acció, és a dir, la diferència entre la rendibilitat esperada de les accions d'una companyia, respecte del tipus d'interès lliure de risc.

- Mercat de bons governamentals: el concepte «prima de risc» fa referència al credit spread, és a dir, el diferencial de rendibilitat produït pel risc creditici entre els tipus d'interès dels bons governamentals d'un país, respecte dels tipus d'interès d'un altre país de referència, raó per la qual a vegades també s'usa l'expressió «Risc-país».[1] Dit d'una altra manera, el credit spread (prima de risc) reflecteix la rendibilitat addicional neta que un inversor demana per invertir en el deute emès per un país amb més risc creditici respecte al deute d'un altre país que li ofereix més seguretat. Cada vegada que augmenta la prima de risc, la diferència és negativa, ja que suposa que la capacitat d'Espanya per fer front al seu deute va a la baixa. És sinònim de 'diferencial de deute o, més freqüentment, l'expressió “risc-país".

## Exemple
Espanya i Alemanya necessiten emetre bons a deu anys de forma regular per finançar-se.
Si la rendibilitat dels bons espanyols a deu anys és del 6,099%, i la dels bons alemanys del 2,621%, la diferència és del 3,478%, és a dir, de 347 punts bàsics. En aquest cas, la prima de risc espanyola seria de 347 punts.
La prima de risc dels països de la Unió Europea es calcula respecte d'Alemanya perquè se suposa que el seu deute públic és el que menor risc d'impagament té, fins i tot se sol acceptar que el seu risc d'impagament és zero.